# Tamer Bayoumi
Tamer Salah Ali Abdu Bayoumi (arabiska: تامر صلاح علي عبده بيومي), född 12 april 1982 i Alexandria i Egypten, är en egyptisk taekwondoutövare som bland annat vann bronsmedalj i de olympiska sommarspelen 2004 i Aten.
Han tog OS-brons i flugviktsklassen i samband med de olympiska taekwondo-turneringarna 2004 i Aten.